# Ostrov (Havlíčkův Brod-i járás)
Ostrov település Csehországban, a Havlíčkův Brod-i járásban. Ostrov Hradec, Vilémovice, Pavlov és Ledeč nad Sázavou településekkel határos. Lakosainak száma 165 fő (2024. január 1.).

## Népesség
A település lakosságának változását az alábbi diagram mutatja:
| Lakosok száma | 180  | 193  | 189  | 99   | 102  | 115  | 144  | 155  | 161  | 165  |
|               | 1869 | 1890 | 1921 | 1950 | 1980 | 2001 | 2017 | 2019 | 2022 | 2024 |